# Ivan Frgić
Ivan Frgić   (Sombor, 18 de juliol de 1953 - Sombor, 31 d'octubre de 2015) fou un lluitador serbi d'origen croat que va competir durant la dècada de 1970. Era especialista en la lluita grecoromana.
El 1976 va prendre part en els Jocs Olímpics de Mont-real, on guanyà la medalla de plata en la prova del pes gall del programa de lluita grecoromana. Quatre anys més tard, als Jocs de Moscou, fou quart en aquesta mateixa competició. En el seu palmarès també destaquen una medalla de plata i dues de bronze al Campionat del món de lluita, una d'or i una de bronze al Campionat d'Europa de lluita i nou títols nacionals.